# 万台
万台，广西义宁（今广西临桂）人，是一名清朝政治人物。举人出身。
万台曾于1813年接替王清汉任娄县知县一职，1813年由仇晋接任。